# Kameanceanî, Krînîcikî
Kameanceanî (în ucraineană Кам`янчани) este un sat în comuna Drujba din raionul Krînîcikî, regiunea Dnipropetrovsk, Ucraina.

## Demografie
Componența lingvistică a localității Kameanceanî
     Ucraineană (93,49%)
     Rusă (5,92%)
     Alte limbi (0,59%)
Conform recensământului din 2001, majoritatea populației localității Kameanceanî era vorbitoare de ucraineană (93,49%), existând în minoritate și vorbitori de rusă (5,92%).